# 중지나 파견군
중지나 파견군(中支那派遣軍 なかしなはけんぐん[*]) 중일전쟁에 참전한 일본 제국 육군의 방면군이다.

## 역사
난징 전투 이후, 1938년 2월 14일에 상하이 파견군과 제10군을 통솔하던 중지나 방면군을 대채하여 창설되었다. 
7월 15일, 제15사단, 제17사단, 제22사단, 제27사단;이 중지나 파견군을 떠나 각기 다른 전투에 투입되었다.
우한 전투이 끝난 뒤, 제2군이 해체되었다.
이듬해 1939년 9월 23일에 대륙명 제362호에 따라 중일 전쟁의 총군인 지나 파견군이 창설되자, 중지나 파견군은 해체되고, 북지나 방면군은 지나 파견군으로 전속하였다.

## 지휘부

### 사령관
| 순번 | 계급 | 성명          | 취임일          | 이임일           |
| ---- | ---- | ------------- | --------------- | ---------------- |
| 초대 | 대장 | 하타 슌로쿠   | 1938년 2월 14일 | 1938년 12월 14일 |
| 2대  | 대장 | 야마다 오토조 | 1938년 2월 15일 | 해체             |

### 참모장
| 순번 | 계급 | 성명              | 취임일          | 이임일          |
| ---- | ---- | ----------------- | --------------- | --------------- |
| 초대 | 소장 | 가와베 마사카즈   | 1938년 2월 15일 | 1939년 1월 30일 |
| 2대  | 소장 | 요시모토 데이이치 | 1939년 1월 31일 | 해체            |

### 참모부장
| 순번 | 계급 | 성명          | 취임일          | 이임일          |
| ---- | ---- | ------------- | --------------- | --------------- |
| 초대 | 대좌 | 무토 아키라   | 1938년 2월 14일 | 1938년 7월 14일 |
| 2대  | 소장 | 스즈키 소사쿠 | 1938년 7월 15일 | 해체            |

사령부
- 오노데라 마코토(일본어판)[1] 보병중좌; 1938년 10월

## 부대: 최종
| - 제15사단; 1938년 7월 15일까지 - 제17사단; 1938년 7월 15일까지 - 제22사단; 1938년 7월 15일까지 - 제116사단 - 제2군; 1938년 7월 4일까지 - 제10사단 - 제13사단 - 제16사단 - 제4기병여단 | - 제11군 - 제3사단 - 제6사단 - 제13사단 - 제27사단; 1938년 7월 15일까지 - 제33사단 - 제34사단 - 제39사단 - 제101사단 - 제106사단 |

## 참조

### 인용
1. ↑  松崎昭一 1983.

### 자료
- 松崎昭一 (1983년 8월). 〈第6章 日中和平工作と軍部〉. 《大陸侵攻と戦時体制》. 昭和史の軍部と政治2 (일본어). 第一法規出版.